# Silent Fall
Silent Fall (Un testigo en silencio (España) y Testigo silencioso (Hispanoamérica)) es una película de 1994 dirigida por Bruce Beresford y protagonizada por Richard Dreyfuss, Linda Hamilton y Liv Tyler. 

## Argumento
Los Warden son un matrimonio de buena posición económica y sin enemigos aparentes que tienen un hijo autista llamado Tom, que tiene 9 años, y una hija adolescente llamada Sylvie. 
Un día ambos aparecen brutalmente asesinados en su mansión. El único testigo del crimen es su hijo Tom. Con el fin de descubrir al asesino, Tom es tratado por un psiquiatra infantil llamado Jack Rainer, que iniciará una terapia para conseguir comunicarse con el niño estando Sylvie con él para ello.
Finalmente descubre, que Sylvie mató a sus padres, porque su padre abusó sexualmente a Tom mientras que su madre lo permitía, algo que también hicieron con ella antes, lo que causó que explotase al ver que lo hacían también con Tom, a quien quiere, e hiciese el crimen para protegerlo de ambos. Sylvie piensa entonces matar a Rainer, cuando lo descubre, pero su hermano le pide que no lo haga saliendo de su trauma y consiguiendo también hablar. Eso la lleva a entrar en razón y lo deja.
Tom es adoptado por el psiquiatra y su mujer Karen, que es fiscal, consigue que Sylvie reciba una pena leve por lo que hizo.

## Reparto
| Actor            | Personaje            |
| ---------------- | -------------------- |
| Richard Dreyfuss | Dr. Jake Rainer      |
| Linda Hamilton   | Karen Rainer         |
| Ben Faulkner     | Tim Warden           |
| Liv Tyler        | Sylvie Warden        |
| John Lithgow     | Dr. Rene Harlinger   |
| J.T. Walsh       | Sheriff Mitch Rivers |
| Zahn McClarnon   | Deputy Bear          |

## Producción
En esta película Liv Tyler debutó como actriz.

## Recepción
La producción cinematográfica es apreciada por tratar el espectro autista y su forma de relacionarse. Sin embargo, en taquilla, esta película pasó totalmente desapercibida.